# Bagiuni
I Bagiuni (in swahili Bajuni o Wabajuni) sono un gruppo etnico africano presente sulla costa della Somalia meridionale (a sud di Chisimaio) e sulla costa del Kenya e sulle isole antistanti, in particolare nell'arcipelago delle Isole Giuba. Parlano il kibajuni, un dialetto dello swahili caratterizzato da una maggiore influenza araba.

## Suddivisione
I Bagiuni sono suddivisi in un certo numero di gruppi etnici fortemente correlati. Le principali tribù odierne sono quelle dei Nowfali (presenti sull'isola di Koyama e a Chisimaio, Fuma, Yamani, Istambuli e altre località costiere), gli Shirazi (dell'isola di Ciula e di Kudhayi sulla costa) e i Firado (presenti in molte isole). I Bagiuni si considerano in ogni caso un unico popolo, e non usano le denominazioni tribali; piuttosto, ogni gruppo si identifica con la sua regione geografica di provenienza.

## Storia
L'etnia è probabilmente nata dal meticciamento fra i diversi gruppi etnici dell'area, soprattutto bantu, somali, arabi, ma anche oromo, persiani e indiani. Alcuni elementi culturali relativi ai costumi e alla modalità di pesca hanno fatto anche ipotizzare un'antica influenza asiatica (indonesiana o thailandese).. Sulla base di un'analisi dei tratti somatici, in passato erano state anche ipotizzate relazioni con i popoli della Polinesia.
Storicamente grandi navigatori, i Bagiuni hanno contribuito in maniera determinante alla diffusione della lingua swahili nel bacino dell'Oceano Indiano, e in particolare sulla costa africana (fino alla Tanzania e al Mozambico), in Madagascar e altrove.
La distribuzione geografica originaria dei Bagiuni comprendeva anche isole oggi disabitate, come Ngumi; molte comunità bagiuni furono infatti distrutte dai saccheggi di Portoghesi in epoca precoloniale. Sempre il conflitto con i Portoghesi portò al crollo di centri bagiuni in precedenza ricchi e fiorenti (come accadde in gran parte della costa orientale dell'Africa).

## Lingua
I bagiuni, insieme ai bravani, sono uno dei due gruppi linguistici della costa orientale che parlano lo swahili come lingua madre. La variante dello swahili parlato dai bagiuni, detto kibajuni, è caratterizzato da una minore contaminazione con lingue europee rispetto allo swahili dell'entroterra; sono invece maggiori le influenze arabe, e in alcune varianti (per esempio nel kibajuni parlato nelle grandi città come Mogadiscio, Merca, Brava e Chisimaio) sono anche frequenti le parole di origine somala. Esistono diversi dialetti del kibajuni, denominati a seconda della loro località geografica; per esempio il kiamu si parla nell'isola di Lamu, il kipate a Pate, il kivumbu a Mombasa. Questi sottodialetti sono caratterizzati da differenze minime e quindi mutuamente intelligibili.
Le differenze con lo swahili sono sia lessicali che fonetiche. Alcuni suoni sono regolarmente sostituiti da altri, rappresentati da altre sequenze di caratteri nella traslitterazione standard:
| Swahili | Kibajuni                     |
| ch      | t                            |
| t       | ch                           |
| w       | v                            |
| j       | y                            |
| z       | dh (il th inglese di either) |

Per esempio, il famoso detto hakuna matata in kibajuni diventa hakuna machacha. La lettera b, inoltre, ha un suono diverso da quello swahili, fra la b e la p. Le differenze nel lessico riguardano anche parole comuni come i pronomi personali:
| Pronome   | Swahili | Kibajuni |
| io        | mimi    | imi      |
| tu        | wewe    | uwe      |
| egli/ella | yeye    | iye      |
| noi       | sisi    | isi      |
| voi       | nyinyi  | inyi     |
| essi      | wao     | ivo/wavo |

## Cultura
I bagiuni nel complesso sono noti soprattutto come abilissimi navigatori, costruttori di barche e pescatori, tanto che la loro produzione ittica è la principale della Somalia. Usano barche sottili, robuste e veloci chiamate dau; ma costruiscono anche altri due tipi di imbarcazioni, i mashua (di media stazza, per i viaggi fra le isole) e i jahazi per la navigazione in altomare e il trasporto verso località più lontane come il Golfo arabico e l'Asia. Quando queste imbarcazioni lasciano il porto, sono accompagnate da canzoni e musica ritmica tradizionali, come il kidurenghe.In altre occasioni le imbarcazioni salpano il porto o l'isola con canti religiosi del "MAULID" eseguite dagli stessi marinai sotto la guida del santone sulla imbarcazione per benedire il viaggio.
Catturano grossi pesci come squali e tonni usando le fiocine. Usano anche le Remora catturate insieme agli squali per mettere in atto una singolare forma di pesca di tartarughe; legano una lenza al peduncolo caudale della remora, fanno in modo che si attacchi al guscio di una tartaruga, e l'issano sulla barca. Sono anche abilissimi nel nuoto in apnea, e si immergono per catturare aragoste, granchi, polpi, conchiglie e spugne.
Durante le cerimonie matrimoniali si ballano diverse danze tradizionali tra cui il kirumbidhi (kirumbizi in swahili). Il kirumbidhi è eseguito generalmente dagli uomini, che per l'occasione indossano eleganti abiti cerimoniali come il kandu (kanzu in swahili) e il kikoyi (un abito di cotone prodotto nelle città del Benadir e in particolare a Mogadiscio, Merca e Brava). Il ballo viene eseguito da due persone munite di bastoni detti bakora, che fingono di battersi; per questo esso è noto anche come stick dance ("danza dei bastoni") presso gli europei.
Un'altra danza popolare è il "Mtedho wa panga" (Mchezo wa panga in swahili) tradotto letteralmente è La danza della spada eseguito da due uomini che fingono di battersi. Sfortunatamente queste tradizioni e culture bagiuni sono in fase di estinzione.
Un'altra danza tradizionale è il msondo, molto popolare in tutta la costa, che viene eseguito da uomini e donne insieme soprattutto in occasioni di matrimoni e altre feste. 
Un rito religioso tipico del popolo bagiuni è il maulidi, praticato in molte occasioni ma soprattutto durante le celebrazioni della nascita del profeta Maometto.
In passato i bagiuni erano anche noti come produttore di legname di mangrovia, che veniva usato nell'edilizia, per esempio nella costruzione delle case degli sceicchi e dei ricchi commercianti. L'importanza di questa attività era tale che a Zanzibar i Bagiuni sono ancora indicati come "Vagunya", termine che si riferiva originariamente ai falegnami che lavoravano il legno di mangrovia.
Alcuni sottogruppi bagiuni hanno caratteristiche culturali distintive. Per esempio, la tribù dei Nowfali, a Coiama (Somalia) era luogo d'origine di molti maestri religiosi del popolo bagiuni; a testimonianza dell'importanza della religione presso questo gruppo restano, ancora oggi ben conservate, numerose tombe a pilastro, molte delle quali ancora ben conservate. Gli abitanti delle isole di Ciula e Ciovaie erano noti come navigatori particolarmente abili, e quelli di Siyu (i Manda) sono tuttora famosi per la produzione artigianale (soprattutto in pelle e oro).

## Politica
Durante gli anni dell'Amministrazione Fiduciaria Italiana della Somalia e fino al colpo di Stato di Siad Barre, i bagiuni erano rappresentati soprattutto dal partito dei Giovani Fikirini Somali, con sede centrale a Chisimaio, che ha partecipato a tutte le elezioni politiche e municipali.